# Älvkarleby kommun
60°37′N 17°24′Ø / 60.617°N 17.400°Ø
Älvkarleby kommune ligger i landskapet Uppland i det svenske län Uppsala län. . Kommunen grænser i syd til Tierps kommun i Uppsala län og i øst til Gävle kommun i Gävleborgs län. Kommunens administrationcenter ligger i byen Skutskär.
Kommunen har meget industri, opstået omkring vandfald i Dalälven, der har sit udløb i Den Botniske Bugt, nordligst i kommunen. Skutskärs Bruk ble bygget af det norske firma Astrup & Sørensen i 1868/69. Stora Enso har en papirmassefabrik her, og det statsejede energiselskap Vattenfall har anlæg her. 

## Byer
Älvkarleby kommune har fire byer.
Indbyggere pr. 31. december 2005.
| #  | By         | Indbyggere |
| -- | ---------- | ---------- |
| 1. | Skutskär   | 5.807      |
| 2. | Älvkarleby | 1.648      |
| 3. | Gårdskär   | 348        |
| 4. | Marma      | 304        |

## Eksterne kilder og henvisninger
- Wikimedia Commons har flere filer relateret til Älvkarleby kommun
- ”Kommunarealer den 1. januar 2012” (Excel). Statistiska centralbyrån.
- ”Folkmängd i riket, län och kommuner 30 juni 2012”. Statistiska centralbyrån.